# راي باربر
راي باربر (بالإنجليزية: Ray Barber)‏ هو مغني أمريكي، ولد في 8 يناير 1923، وتوفي في 30 يونيو 2009.